# Leningradka
Maillots
Leningradka est un club russe de volley-ball féminin fondé en 1935 et basé à Saint-Pétersbourg évoluant pour la saison 2015-2016 en Superliga.

## Historique
Le Leningradka a été fondée en 1935 sous le nom de Spartak Leningrad. En 1978, le club a changé son nom, de Spartak Leningrad à TTU Spartak Leningrad. En 2003 arrive un nouveau changement de nom, le club prend son nom Leningradka.

## Palmarès
- Coupe d'URSS[2]
  - Vainqueur : 1976, 1977.
  - Finaliste : 1950, 1952, 1953, 1988.
- Championnat d'URSS[2]
  - Finaliste : 1948, 1950, 1961, 1980.
- Coupe des Coupes[2]
  - Finaliste : 1981.

## Effectifs

### Saison 2020-2021
| No                                          | Nom                                         | Date de naissance                           | Taille                         | Poids                          | Poste                          |
| ------------------------------------------- | ------------------------------------------- | ------------------------------------------- | ------------------------------ | ------------------------------ | ------------------------------ |
| 4                                           | Ekaterina Sokolchik                         | 27 juillet 1993                             | 181                            |                                | Réceptionneuse-attaquante      |
| 5                                           | Alena Iourieva                              | 21 septembre 1984                           | 191                            | 77                             | Centrale                       |
| 6                                           | Anastasiya Harelik                          | 20 mars 1991                                | 185                            | 74                             | Réceptionneuse-attaquante      |
| 8                                           | Anna Louneva                                | 12 juillet 1995                             | 190                            | 78                             | Centrale                       |
| 9                                           | Daria Issaïeva                              | 29 mars 1990                                | 186                            | 75                             | Attaquante                     |
| 10                                          | Anna Matienko                               | 12 juillet 1981                             | 182                            | 63                             | Passeuse                       |
| 11                                          | Viktoria Tchaplina                          | 23 octobre 1988                             | 188                            | 72                             | Réceptionneuse-attaquante      |
| 13                                          | Natalia Niakina                             | 1er novembre 1991                           | 176                            |                                | Libero                         |
| 14                                          | Iekaterina Poliakova                        | 6 février 1987                              | 184                            |                                | Centrale                       |
| 15                                          | Maria Kachina                               | 16 janvier 1994                             | 175                            |                                | Libero                         |
| 16                                          | Natalia Nepomniachtchikh                    | 16 août 1987                                | 184                            | 65                             | Passeuse                       |
| 17                                          | Svetlana Kryoutchkova                       | 21 février 1985                             | 174                            | 63                             | Libero                         |
| 20                                          | Viktoria Bobrova                            | 6 juin 1997                                 | 187                            |                                | Réceptionneuse-attaquante      |
|                                             |                                             |                                             |                                |                                |                                |
| Encadrement technique                       | Encadrement technique                       |                                             | Légende                        | Légende                        | Légende                        |
| Entraîneur : Alexandr Kachin                | Entraîneur : Alexandr Kachin                | Entraîneur : Alexandr Kachin                | : Capitaine                    | : Capitaine                    | : Capitaine                    |
| Entraîneur(s) adjoint(s) : Alekseï Laznevoï | Entraîneur(s) adjoint(s) : Alekseï Laznevoï | Entraîneur(s) adjoint(s) : Alekseï Laznevoï | : Joueuse blessée actuellement | : Joueuse blessée actuellement | : Joueuse blessée actuellement |